# Stottesdon
Stottesdon is een civil parish in het Engelse graafschap Shropshire met 782 inwoners.